# المدرسة الأسترالية للطب المتقدم
المدرسة الأسترالية للطب المتقدم (بالإنجليزية: Australian School of Advanced Medicine)‏ هي مدرسة طب أسترالية تابعة لجامعة ماكواري.
أنشئت المدرسة على نسق المستشفيات التعليمية الرائدة (وعلى الأخص مستشفيات جامعة جونز هوبكنز ومايو كلينيك الأمريكيتين)، وهي أول مدرسة طبية في أستراليا تمنح درجات علمية في التخصصات الجراحية الفرعية، وتهتم بالجراحة والعلوم العصبية وأمراض وجراحات الأوعية الدموية.

## الدرجات العلمية التي تمنحها المدرسة

### درجة الماجستير
- ماجستير الجراحة MSurg
- ماجستير الجراحة المتقدمة MASurg
- ماجستير الطب المتقدم MAMed
- ماجستير الممارسة الطبية في الرعاية الطبية بالمستشفيات MMedPrac
- ماجستير التعليم العالي في مجال التعليم الطبي MHEd

### درجات بحثية
- ماجستير الفلسفة MPhil
- دكتوراه الفلسفة PhD

## أساتذة بارزون
- منجد المدرس: محاضر جراحة عظام إكلينيكي أسترالي، عراقي المولد.

## وصلات خارجية
- الموقع الرسمي (بالإنجليزية)